# كريسابورول
كريسابورول (بالإنجليزية: Crisaborole)‏ هو دواء يُستعمل في علاج:
- التهاب الجلد[9]

## دوره
يلعب هذا الدواء دورًا في علاج الأمراض كونه:
- مضادات الصداف